# Frank Hulse

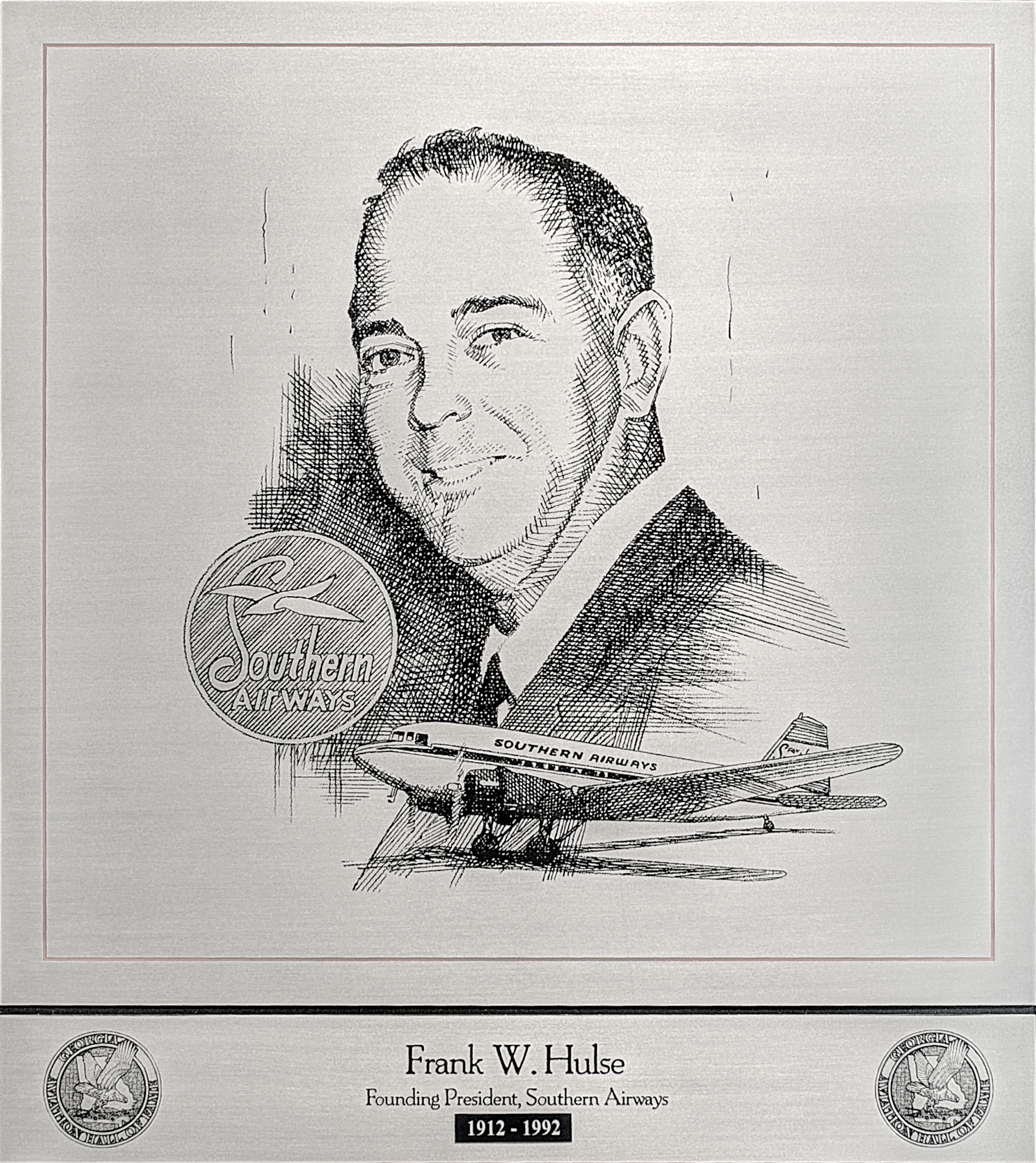
Frank W. Hulse (1912 - 1992), presidente fundador da Southwest Airways

Frank Wilson Hulse III (North Augusta, 1912 - setembro de 1992) foi um empresário norte-americano que em 1991 foi reconhecido como pioneiro da aviação comercial no sudoeste dos Estados Unidos da América.
Fundador de uma pequena escola aérea em 1929 para passeios e aprendizado em pilotagem, a partir de 1938 a empresa foi transferida para Atlanta e na década de 1940 transformou-se na Southern Airways, uma empresa de transporte de passageiros e operando uma única aeronave; um Douglas DC-3.
Durante a Segunda Guerra Mundial, Hulse foi contratado pelo governo americano para treinar os pilotos de caças das forças aéreas aliados.
Formado em tecnologia pela Georgia Tech, faleceu em 1992 devida a doença de Parkinson.